# كين باتلر
كين باتلر (بالإنجليزية: Ken Butler)‏ هو صانع آلة موسيقية ‏ وفنان أمريكي، ولد في 3 أغسطس 1948 في بيثيسدا في الولايات المتحدة.

## وصلات خارجية
- الموقع الرسمي
- كين باتلر على موقع ميوزك برينز (الإنجليزية)
- كين باتلر على موقع ديسكوغز (الإنجليزية)